# Новая Заря (Владимирская область)
Новая Заря — посёлок в Камешковском районе Владимирской области России, входит в состав Сергеихинского муниципального образования.

## География
Посёлок расположен на берегу реки Печуга в 3 км на юг от центра поселения деревни Сергеиха и в 20 км на северо-запад от райцентра города Камешково.

## История
Образован после Великой Отечественной войны, входил в состав Сергеихинского сельсовета, с 2005 года — в составе Сергеихинского муниципального образования.
В 1965 году посёлок цеха № 2 фабрики им. Карла Либкнехта Сергеихинского сельсовета переименован в посёлок Новая Заря.

## Население
| 2002 | 2010 | 2021 |
| ---- | ---- | ---- |
| 104  | ↘79  | ↘76  |